# InterPro
InterPro je baza podataka proteinskih familija, domena i funkcionalnih mesta na kojima su nađene prepoznatljive osobine poznatih proteina koje se mogu primeniti na nove proteinske sekvence da bi se funkcionalno karakterisale.
InterPro sadržaj je baziran na diagnostičkim potpisima i proteinima koji im u značajnoj meri odgovaraju. Potpisi se sastoje of modela (jednostavnih vrsta, poput regularnih izraza, ili kompleksnijih, kao što su Skriveni Markovljevi modeli) koji opisuju proteinske familije, domene ili mesta. Modeli su izvedeni iz aminokiselinskih sekvenci poznatih familija ili domena. Oni su naknadno korišćeni za pretragu nepoznatih sekvenci (kao što su one dobijene sekvenciranjem genoma) sa ciljem njihove klasifikacije. Svaki član kolekcije InterPro baza podataka doprinosi različitoj niši, od veoma visokog nivoa, strukturno-bazirane klasifikacije (SUPERFAMILY i CATH-Gene3D) do veoma specifičnih klasifikacija potfamilija (PRINTS i PANTHER).

## Literatura
1. ↑  Hunter S, Apweiler R, Attwood TK, Bairoch A, Bateman A, Binns D, Bork P, Das U, Daugherty L, Duquenne L, Finn RD, Gough J, Haft D, Hulo N, Kahn D, Kelly E, Laugraud A, Letunic I, Lonsdale D, Lopez R, Madera M, Maslen J, McAnulla C, McDowall J, Mistry J, Mitchell A, Mulder N, Natale D, Orengo C, Quinn AF, Selengut JD, Sigrist CJ, Thimma M, Thomas PD, Valentin F, Wilson D, Wu CH, Yeats C (2009). „InterPro: the integrative protein signature database”. Nucleic Acids Research. 37 (Database issue): D211—5. PMC 2686546 . PMID 18940856. doi:10.1093/nar/gkn785.

## Spoljašnje veze
- FTP pristup